# Thomas Hartmann (Pfarrer)
Thomas Hartmann (* 1959) ist ein evangelischer Pfarrer und Buchautor.

## Leben
Thomas Hartmann ist seit 1999 Pfarrer in Wiesbaden-Sonnenberg an der
historischen Thalkirche. Er hatte bereits in der Vergangenheit durch diverse Predigten zu
kontroversen Themen für mediale Aufmerksamkeit gesorgt, so besonders durch eine Ansprache zum Therapeutischen Klonen (2001). Dabei geriet er aufgrund seiner abwägenden, tendenziell positiven Haltung zu dem neuen Verfahren in Opposition zur offiziellen Kirchenposition.
Hartmann ist verheiratet und Vater zweier Töchter und zweier Söhne.

## „Schluss mit dem Gewalttabu“
Im Herbst 2007 veröffentlichte Hartmann das Buch Schluss mit dem Gewalttabu. Darin legt er dar, dass ein Gewalt- oder Aggressionspotential zur natürlichen Ausstattung des Menschen gehört. Dieses brauche geeignete Kanalisationsformen, damit es sich sozial integrieren kann. Daher fordert er eine konstruktive «Gewalterziehung» bereits in den Kindergärten und betont, wie schädlich es sei, den natürlichen Spieltrieb von Kindern auch mit Spielzeugwaffen und in wilden Rollenspielen (einschließlich «Spaßkloppe» und Raufereien besonders unter Jungen) zu unterdrücken. Das Buch befasst sich ausführlich mit Computerspielen mit gewalthaltigen Elementen (wie Ego-Shooter) und bestreitet dabei einen kausalen Zusammenhang mit einer Steigerung realer Gewalt bis hin zu Amokläufen. In einem Kapitel über Gewalt in der Bibel (darin: „Jesus war kein Pazifist“) wird der theologische Hintergrund des Autors deutlich. Die Thesen des Buches sorgten für ein starkes Medieninteresse, das sich in Interviews, Debatten und Rezensionen etwa im Focus-Magazin, in der ARD-Sendung Polylux, in der Wochenzeitung Die Zeit oder auf Internetseiten wie Telepolis, Golem und Krawall.de niederschlug.

## Bücher
- Schluss mit dem Gewalttabu. Warum Kindern ballern und sich prügeln müssen. Eichborn Verlag, Frankfurt 2007, ISBN 978-3-8218-5663-6.
- Jesus für den Alltag. Impulse für die 52 Wochen des Jahres. Kösel-Verlag, München 2007, ISBN 978-3-466-36766-5.
- Der Sinn im Leiden: Was uns heilen kann. Patmos, Düsseldorf 2009, ISBN 978-3-491-42133-2.
- Der Bibel-Tüv. Das Buch der Bücher: Rostig oder Richtschnur? Patmos, Ostfildern 2010, ISBN 978-3-491-72566-9.
- Gott im Himmel, das Böse auf Erden? Warum es Krankheit, Leid und Katastrophen gibt. Verlag Friedrich Pustet, Regensburg 2013, ISBN 978-3-7917-2535-2.
- Jesus und das Jetzt. Deshalb sorgt euch nicht um morgen – der nächste Tag wird für sich selber sorgen! Butzon & Bercker, Kevelaer 2024, ISBN 978-3-7666-3667-6.